# Beregi Péter
Beregi Péter (Budapest, 1945. június 12. –) magyar színész, érdemes művész.

## Életpályája
Édesapja Beregi János színész volt, aki egy kávézót is üzemeltetett, azonban a zsidótörvények miatt elvették tőle. Édesanyja fiatalon elhunyt, ezért intézetbe került. A színművészeti főiskolára nem vették fel. 
1962-től a Vígszínházban szerepelt a Rómeó és Júlia című előadásban. 1967-ben kezdte pályáját az Állami Déryné Színházban. 1976-tól a Népszínház, a Nemzeti Színház, a Józsefvárosi Színház, a Budapesti Kamaraszínház és 1994-től megszűnéséig a Mikroszkóp színpad tagja volt. Klasszikus színművekben, énekes, táncos darabokban karakterszerepeket játszik. A Sas kabaréban nyújtott még kiemelkedő szereplést Sas József társaként, mint Sajó (Sas Józseffel ők voltak 2000-től Hacsek és Sajó).
Két gyermeke van. Menye, Budai Bernadett korábbi kormányszóvivő.

## Színpadi szerepei
- Coward: Forgószínpad....Perry Lascoe
- Bertolt Brecht - Weil: Koldusopera....Bicska Maxi
- Tersánszky Józsi Jenő: Szidike lakodalma....Kakuk Marci
- Molnár Ferenc: Liliom....Liliom
- Schiller: Ármány és szerelem....von Valter
- Bíró: Sárga liliom....Dr. Peredy Jenő
- Schwajda György: Kakukktojás....Főkönyvelő
- Eisemann Mihály: Én és a kisöcsém....Zolestyák
- Arisztophanész: Lysistrate....Kinésias
- Prokofjeva: Tanúk nélkül....Férfi
- Lope de Vega: A kertész kutyája....Octavio
- Mrożek: Mészárszék....A Filharmónia igazgatója
- Csiky Gergely: Buborékok....Csupor Aladár
- George Bernard Shaw: Szent Johanna....La trémouille
- Dumas-Plancho: A három testőr....Athos
- Shakespeare: Athéni Timon - Festő
- Molière: Tartuffe....Cleante
- Brandon Thomas: Charley nénje....Stephen Spittigue
- Breffort-Monot: Irma, te édes....Bob

### Mikroszkóp Színpad
- Ádám és Éva
- A Mikroszkóp fantomja
- Sasazértis
- Vigyázz NATO, jön a magyar!
- Az élet lapos oldala - Bajor-kabaré
- Csak semmi duma!
- Kelet ez nekünk?
- Zsebrepacsi
- Valakit visz a vicc
- Ügynökök kíméljenek!
- Türelmes zóna
- Le vagytok szavazva!
- Leggyengébb láncszemek
- A tenor háza
- Szakíts, ha bírsz!
- Széllel szembe...
- Nyerünk vagy nyelünk
- Röhej az egész (író, konferanszié)
- Mikor lesz elegünk?
- Magasztár?
- Közös bűnnek túrós a háta
- Kihajolni veszélyes!
- Hogy volt?
- Hopp, te Zsiga!

## Filmjei

### Játékfilmek
- Soha, sehol, senkinek (1988)....ÁVH-tiszt
- Mielőtt befejezi röptét a denevér (1989)
- Csapd le csacsi! (1990)
- Sose halunk meg (1992)
- Világszám! (2004)
- Verdák (2006)....Rusty hangja
- Macskafogó 2. – A sátán macskája (2007)....Cook hangja

### Tévéfilmek
- Nyolc évszak 1-8. (1987)
- Linda (1989)
- Fehér kócsagok (1990)
- Angyalbőrben (1990)
- Egy diáktüzér naplója (1992)
- Privát kopó (1993)
- Frici, a vállalkozó szellem (1993)
- Devictus Vincit (1994)
- Ábel az országban (1994)
- Patika (1995)
- Öregberény (1995)
- Kisváros (1993–2001)
- Uborka (1992–2002) hang
- Sas-kabaré

## Szinkronszerepei
- Dragon ball Z Kaito mester
- Valkűr – Ian McNeice
- Rémálom az Elm utcában 3.: Álomharcosok : Freddy Krueger – Robert Englund
- Alf: Alf – Paul Fusco
- Organikus narancs: Frank 'Herohead' Wall – Ken James
- Kalandok vára: Bill Cunningham – Gareth Hunt
- A sebhelyesarcú: Omar Suarez – F. Murray Abraham
- A bohóc: Joseph Ludowski – Volkmar Kleinert
- Indaba: Greg – Squkuza Nkosi
- Egyszer volt... az ember (francia rajzfilm, 1978–1981) – Szurtos
- Star Trek: Deep Space Nine: Odo felügyelő – René Auberjonois
- Harlemi éjszakák- Crying Man- Arsenio Hall
- Csillagkapu: Major General Hank Landry – Beau Bridges
- Csengetett, Mylord? – Wilson kapitány – Bill Pertwee
- Rendőrakadémia 7.: Konstantin Konalij – Ron Perlman
- Tomboló Ököl: Felügyelő – Ló Vaj
- Halálos játszma: Steiner – Hugh’O Brian
- Némó kapitány: első tiszt (Robert J. Wilke)
- Halálos játék: Jake Kellogg – Marc Singer
- Halálos Fegyver 2: Pieter Vorstedt – Derrick O’Connor
- Rob Roy: Killearn – Brian Cox
- Alien – Nyolcadik utas: a Halál: Brett – Harry Dean Stanton
- Folytassa a kempingezést!, Sid Boggle – Sidney James
- Folytassa külföldön!, Pepe – Pete Butterworth
- Folytassa a Khyber-szorosban!, Sir Sidney Ruff-Diamond – Sidney James
- Madagaszkár: Maurice – Cedric the Entertainer

## Díjai, elismerései
- Magyar Köztársasági Arany Érdemkereszt (1997)
- A Magyar Köztársasági Érdemrend lovagkeresztje (2004)
- Érdemes művész (2010)[4]
- Zugló díszpolgára (2017)[5]